# 渡香奈
渡 香奈（わたり かな、1984年3月5日 - ）は、東京都出身のファッションモデル。オスカープロモーション所属。

## 来歴・人物
短期大学在学中、ファッション雑誌『CanCam』の専属モデルオーディションでグランプリを獲得しモデルを始める。2004年、旭化成せんいキャンペーンモデルに就任。満20歳の時であった。2005年も引き続き同社のキャンペーンモデルを務めており、史上初の2年連続での旭化成キャンギャルとなった（2人目は2015年と2016年の山下永夏）。
2012年、シングル『星屑の涙』をリリースしアーティスト活動も開始。作詞も担当している。
2014年7月、グアムで結婚式を挙げたことをブログで明かし、2015年1月2日、第一子となる男児を出産。
所属事務所はオスカープロモーションの後、テンカラット→FRONTを経て、2012年にオスカーに復籍している。
CanCam時代の同僚だった大桑マイミや熊澤枝里子、元モーニング娘。の市井紗耶香と仲が良い。

## 作品

### シングル
- 星屑の涙 (Single) 2012年6月6日発売／PANGEA CREATION (MEDIA FACTORY)
  1. 星屑の涙
  2. Something 4
  3. Just Believe
  4. 星屑の涙（Instrumental）
  5. Something 4（Instrumental）
  6. Just Believe（Instrumental）

  - 配信 music.jp, iTunes (星屑の涙 . Something4 . Just Believe)

## 出演

### テレビ番組
- 森田一義アワー 笑っていいとも!（フジテレビ）- 2009年3月5日放送の「出たいドル!」コーナーに出演
- 飛び出せ!科学くん（TBS）- 2009年8月10日
- 釣り・ロマンを求めて（テレビ東京）
  - 2009年11月28日「豪華リレー船で楽しむヤリイカとオニカサゴ」（児島玲子、秋元玲奈アナと共演[9]）
  - 2009年12月26日「三浦半島・松輪でマダイに挑戦！」（脇阪寿一と共演[10]）
  - 2010年3月6日「仙台湾 豪華リレー船でメバルとカレイ」[11]
  - 2010年5月1日「新緑に誘われて 春のヘラブナ釣り」（愛川ゆず季と共演[12]）
  - 2010年5月15日「新感覚！生きエビで狙う東京湾のススキ」[13]
  - 2010年12月25日「絶望の富士山を眺望 山中湖でワカサギパーティー」（森下千里と共演[14]）
- イチハチ（毎日放送） - 2010年9月8日
- ものまねグランプリ 最強のコラボレーションネタ祭り！豪華ご本人が大集結SP！（日本テレビ） - 2013年3月19日（持田香織のものまね）
- おネエ★MANS（日本テレビ）
- むちゃぶり!（TBS）
- 王様のブランチ（TBS）
- ガチマッチ（フジテレビ）
- 天才!志村どうぶつ園（日本テレビ） - バリ・コモドドラゴン編

### CM
- ニベア花王 センシティブバランス
- Vodafone SHARP
- CanCam
- TBCビューティーズ

### 雑誌
- Oggi
- CanCam
- STYLE
- CLASSY.
- Saita
- Gainer
- SALT WATER - 表紙
- CARトップ - 表紙

### スチール
- 2010 TBCビューティーズ
- 2006 九州石油イメージモデル
- 2004・2005 日本航空イメージモデル
- 2009 リーボック・イージートーンイメージモデル
- 中沢フーズ カレンダアドトラック（クリスマス）
- B-ism（スキューバダイビング・水中モデル）
- 楽園ゴルフ
- 2013 Titelist Golf Apparel
- 千趣会
- ディノス

### ショー
- TOKYO GIRLS COLLECTION (in Japan, Paris, China)
- Dress Mode KAZUMI (ウェディングショー)
- 東京ウェディングコレクション
- LOVE LOVE GOLF

### PV
- 坂詰美紗子『オンナゴコロ』（2008年9月17日発売／rhythm zone）[15]